# قطعنامه ۴۳۵ شورای امنیت
قطعنامه ۴۳۵ شورای امنیت سازمان ملل متحد که در تاریخ ۱۸ سپتامبر ۱۹۷۸ تصویب شد، سندی بین‌المللی دربارهٔ اسرائیل-لبنان است. این قطعنامه طی نشست ۲٬۰۸۵ام با ۱۲ موافق، ۰ مخالف و ۲ ممتنع تصویب شد.